# 唐建武
唐建武（1953年—），汉族，辽宁大连人，中华人民共和国教育医学界人物、第十一届全国政协委员。大连医科大学校长。
加入中国农工民主党，担任农工党中央常委、辽宁省委副主委、大连市委主委、大连市政协副主席。2008年，当选第十一届全国政协委员，代表教育界，分入第四十组。
2011年1月当选辽宁省政协副主席。